# Джек Ричер (фильм)
«Джек Ричер» (англ. Jack Reacher) — американский детективный триллер режиссёра Кристофера Маккуорри, экранизация романа «Один выстрел» (9-я книга о Джеке Ричере) 2005 года писателя Ли Чайлда;
в заглавной роли Том Круз.
Премьера в США состоялась 21 декабря 2012 года. В России фильм вышел 10 января 2013 года.
Слоган фильма — «У закона есть пределы. У него их нет».
Поскольку актёрский облик Тома Круза совершенно не соответствует внешности Джека Ричера, неоднократно и очень подробно описанной в романах, многие ценители творчества Ли Чайлда сразу же отнеслись к фильму очень критически. Однако сам писатель положительно отзывался о работе исполнителя главной роли, поскольку внутреннее содержание образа главного героя, созданного актёром, представлялось ему более важным, чем внешнее сходство.
В декабре 2013 года было объявлено, что будет снят сиквел; за основу сценария была взята 18-я книга о Ричере — «Никогда не возвращайся» 2013 года.
Премьера продолжения состоялась 21 октября 2016 года в США, 20 октября 2016 года — в России.

## Сюжет
На набережной в Питтсбурге застрелены — со  значительного  расстояния, через реку — пятеро случайных прохожих. Детектив Эмерсон идёт по горячим следам и арестовывает бывшего армейского снайпера Джеймса Барра. Улики практически не оставляют сомнений: судя и по шестой пуле, случайно попавшей в баллон с фруктовым соком и избежавшей деформаций, затрудняющих экспертизу, и по найденной в многоэтажном гараже напротив набережной гильзе, выстрелы были сделаны из винтовки, принадлежащей Барру, есть доказательства его присутствия на месте стрельбы. Окружной прокурор Алекс Родин предлагает обвиняемому сделку с правосудием, но тот упорно молчит и лишь просит правоохранителей найти некоего Джека Ричера. Ричер, бывший военный полицейский, оказывается человеком-невидимкой, на его имя не зарегистрировано ни кредиток, ни номера телефона, ни жилья, ни автомобиля — сомнительно, существует ли он вообще. Но в тот момент, когда Эмерсон излагает всё это прокурору, Джек Ричер внезапно сам появляется в дверях его кабинета.
Детектив и прокурор приводят Ричера к Барру, оказавшемуся в больнице в коматозном состоянии после жестокого избиения другими заключёнными. Там Ричер сталкивается с адвокатом, решившимся взять на себя защиту обвиняемого — Хелен Родин, дочерью прокурора Алекса Родина, и рассказывает ей, что во время службы в Ираке, будучи следователем военной полиции, изобличил Барра и доказал его виновность — тот расстрелял четверых сотрудников частной охранной компании. Однако в тот раз Барру удалось избежать наказания: выяснилось, что убитые охранники запятнали себя, изнасиловав 28 иракских женщин, и командование сочло целесообразным замять дело.
Джек вовсе не свидетель защиты. Увидев в новостях сюжет о стрельбе в Питтсбурге, он приехал, чтобы «утопить» Барра — как и обещал ему тогда, в Ираке, если что-либо подобное повторится. Но зачем стрелок просил найти следователя, который однажды уже поймал его? Хелен, опираясь на эту просьбу своего подзащитного, нанимает Ричера, и тот быстро выявляет в деле некоторые странности. Почему опытный снайпер Барр стрелял с парковки, когда солнце било ему в глаза, в то время как он мог стрелять с моста прямо из автомобиля: тогда солнце было бы за спиной, все цели оказались бы на одной линии, а стреляные гильзы остались в машине? Почему пять пуль безупречно попали в цель, а шестая так «удачно» угодила в пластиковый бак с жидкостью и сохранилась целёхонькой для баллистической экспертизы? Почему пять гильз были стрелком собраны, а шестая оставлена между плитами пола парковки? И зачем Барр заплатил за парковку, причём бросил в паркомат монетку с прекрасно сохранившимся отпечатком пальца?
Вскоре за Ричером начинается слежка. Некто нанимает пятерых хулиганов, чтобы они его избили — правда, в результате трое из них, не успевшие убежать, оказываются в больнице. Ричер идёт по следу нанимателя хулиганов и приходит к выводу, что его тоже хотели убрать. Выясняется, что машина, с которой велась слежка, принадлежит строительной компании, судившейся с одной из пяти жертв снайпера. И именно перед предназначенным ей выстрелом стрелок, судя по показаниям очевидцев, сделал единственную краткую паузу, чтобы выцелить её особенно тщательно. Хелен находит некую международную компанию, принадлежащую «русской мафии», которая получает контракты на благоустройство городов у коррумпированных политиков. Ричер и Хелен вынуждены признать, что отставной солдат, скорее всего, невиновен. Его подставили: смерти четырёх совершенно посторонних людей должны были послужить «дымовой завесой», маскирующей единственное целенаправленное убийство, а несчастный Джеймс Барр, рассказавший кому-то свою историю, прекрасно подошёл для роли психически неуравновешенного снайпера, снова затеявшего спонтанную стрельбу по случайным прохожим без какого-либо мотива.
Ричер приходит к выводу, что один из троих — детектив, прокурор или адвокат — должен быть замешан в этом деле, поскольку больше никто не знал о появлении Джека и его роли в расследовании. Ричер находит стрельбище, где тренировался Барр, и получает снимок и отпечатки пальцев таинственного друга Барра, которым оказывается бандит-снайпер. А ещё Ричер наконец задаёт себе вопрос, который неосознанно мучил его с самого начала: как 
детективу Эмерсону вообще пришла в голову мысль проверить монеты из паркомата на отпечатки пальцев? Почувствовав себя загнанным в угол, Эмерсон захватывает Хелен, но Ричер «попадается в ловушку» и с помощью владельца стрельбища, сержанта-морпеха Кэша, истребляет всю банду, включая и загадочного босса по кличке «Зэк», который в связи с полным отсутствием свидетелей и доказательств был совершенно уверен в собственной неуязвимости для закона. Для  закона — может быть, но не для Джека Ричера…
Очнувшись после комы, Джеймс Барр частично потерял память, но готов взять на себя вину, раз все уверены, что это сделал он. Однако, когда Хелен Родин показывает ему фотографии места преступления и просит предположить, как были совершены убийства, Барр обстоятельно описывает, как он, прекрасно подготовленный профессионал, должен был бы действовать в этих условиях — совсем иначе, именно так, как сразу сказал Ричер: остановив микроавтобус на мосту, чтобы солнце было за спиной, чтобы цели выстроились на одной линии, чтобы гильзы остались в машине… Наблюдающий за ними прокурор, явно очень гордящийся своей дочерью, окончательно убеждается в невиновности бывшего снайпера.

## В ролях
| Актёр           | Роль               |
| --------------- | ------------------ |
| Том Круз        | Джек Ричер         |
| Розамунд Пайк   | Хелен Родин        |
| Роберт Дюваль   | Мартин Кэш         |
| Вернер Херцог   | Зэк Человек / Босс |
| Ричард Дженкинс | Алекс Родин        |
| Джай Кортни     | Чарли              |
| Алексия Фэст    | Сэнди              |
| Дэвид Ойелоуо   | Эмерсон            |
| Николь Форестер | Нэнси Холт         |
| Джозеф Сикора   | Джеймс Марк Барр   |

## Съёмки
Уже в год выхода романа Ли Чайлда началась работа над его киноверсией, права на которую приобрела компания «Paramount Pictures». Первоначально в проекте были заняты три продюсера, один из которых, Кевин Мессик, позже был фактически отстранён от работы над картиной и обратился в суд с требованием о компенсации и предоставлении права на работу над продолжениями.
Съёмки фильма длились с 3 октября 2011 по 17 января 2012 в Питтсбурге и Сальтсбурге, США.

## Саундтрек
| №   | Название                                        | Длительность |
| --- | ----------------------------------------------- | ------------ |
| 1.  | «Main Title»                                    | 3:47         |
| 2.  | «Who Is Jack Reacher?»                          | 3:10         |
| 3.  | «The Investigation»                             | 3:19         |
| 4.  | «Barr and Helen»                                | 4:36         |
| 5.  | «Farrior and the Zec»                           | 4:36         |
| 6.  | «The Riverwalk»                                 | 4:02         |
| 7.  | «Helen's Story»                                 | 3:09         |
| 8.  | «Evidence»                                      | 8:30         |
| 9.  | «Helen in Jeopardy»                             | 4:56         |
| 10. | «The Quarry»                                    | 3:55         |
| 11. | «Showdown»                                      | 4:33         |
| 12. | «Finale & End Credits»                          | 7:25         |
| 13. | «Suite from Jack Reacher (Digital Bonus Track)» | 6:48         |

В официальных трейлерах фильма звучат следующие композиции:
| №  | Название         | Автор(ы)         | Длительность |
| -- | ---------------- | ---------------- | ------------ |
| 1. | «State Trooper»  | Drop The Lime    | 5:01         |
| 2. | «Young Men Dead» | The Black Angels | 5:31         |

## Производство
На роль Хелен Родин рассматривались Хэйли Этвелл и Алекса Давалос.
Первоначально премьера фильма должна была состояться в 2013 году. В марте 2012 года было сообщено о переносе премьеры на 21 декабря 2012 года, так как производители рассчитывали повторить успех выпущенного в это же время в 2011 году фильма «Миссия невыполнима: Протокол Фантом», самого кассового из цикла «Миссия невыполнима».